# Didemnidae
Didemnidae – rodzina żachw z rzędu Enterogona, podrzędu Aplousobranchia.
Do rodziny należą następujące rodzaje:
- Didemnum Savigny, 1816
- Diplosoma Macdonald, 1859
- Echinoclinum Van Name, 1902
- Leptoclinides Bjerkan, 1905
- Lissoclinum Verrill, 1871
- Polysyncraton Nott, 1892
- Trididemnum Della Valle, 1881